# Fryderyk za album roku muzyka ilustracyjna
Fryderyk za album roku muzyka ilustracyjna – polska nagroda muzyczna Fryderyk, przyznawana corocznie w latach 2001–2002, 2011–2012 i 2019–2021 i od 2023 w sekcji muzyki rozrywkowej w kategorii album roku muzyka ilustracyjna. Honoruje albumy muzyki ilustracyjnej, w tym ścieżki dźwiękowe do filmów, spektakli, seriali, gier komputerowych i innych projektów artystycznych. Fryderyki są przyznawane od 1995 przez Związek Producentów Audio-Video (ZPAV) za osiągnięcia w rodzimym przemyśle muzycznym. Od 2000 za wyłanianie nominowanych, a następnie laureatów odpowiedzialna jest powołana przez ZPAV Akademia Fonograficzna.
Kategoria została wprowadzona podczas siódmej edycji, Fryderyków 2000. W edycji 2002 została wycofana, jednak powróciła w edycjach 2011 i 2012. W edycjach 2013 i 2014 nie istniała ze względu na wprowadzenie międzygatunkowej kategorii album roku. Powróciła w edycji 2019 i od tej pory nie pojawiła się tylko jednorazowo, w edycji 2022.
Do edycji 2012 nominację w kategorii otrzymywali wykonawcy i kompozytorzy. W edycji 2019 byli to wykonawcy i producenci, zaś od edycji 2020 są to kompozytorzy. Od edycji 2025 regulamin precyzuje, że co najmniej 75% albumu muszą stanowić nagrania stworzone na potrzeby danego medium.
Kategoria nazywała się:
- album roku oryginalna ścieżka dźwiękowa (muzyka ilustracyjna) w edycjach 2000 i 2001,
- album roku oryginalna ścieżka dźwiękowa w edycjach 2011 i 2012,
- album roku muzyka ilustracyjna w edycjach 2019, 2020 i od 2025,
- album roku muzyka filmowa, teatralna, ilustracyjna w edycjach 2021, 2023 i 2024.

Najwięcej nominacji w kategorii (po 3) otrzymali Daniel Bloom i Leszek Możdżer. Leszek Możdżer jako jedyny wygrał w niej 2 razy.

## Laureaci i nominowani
| Rok  | Nagrodzony album               | Nagrodzeni artyści | Pozostałe nominacje | Źr.    |
| ---- | ------------------------------ | --- | --- | ------ |
| 2000 | Prymas. Trzy lata z tysiąca    | Zygmunt Konieczny | - Kallafiorr – Physical Love - Dziewiąte wrota – Wojciech Kilar | [ 8 ]  |
| 2001 | Wiedźmin                       | Grzegorz Ciechowski | - Blokersi – różni wykonawcy - Quo Vadis – Jan A.P. Kaczmarek | [ 9 ]  |

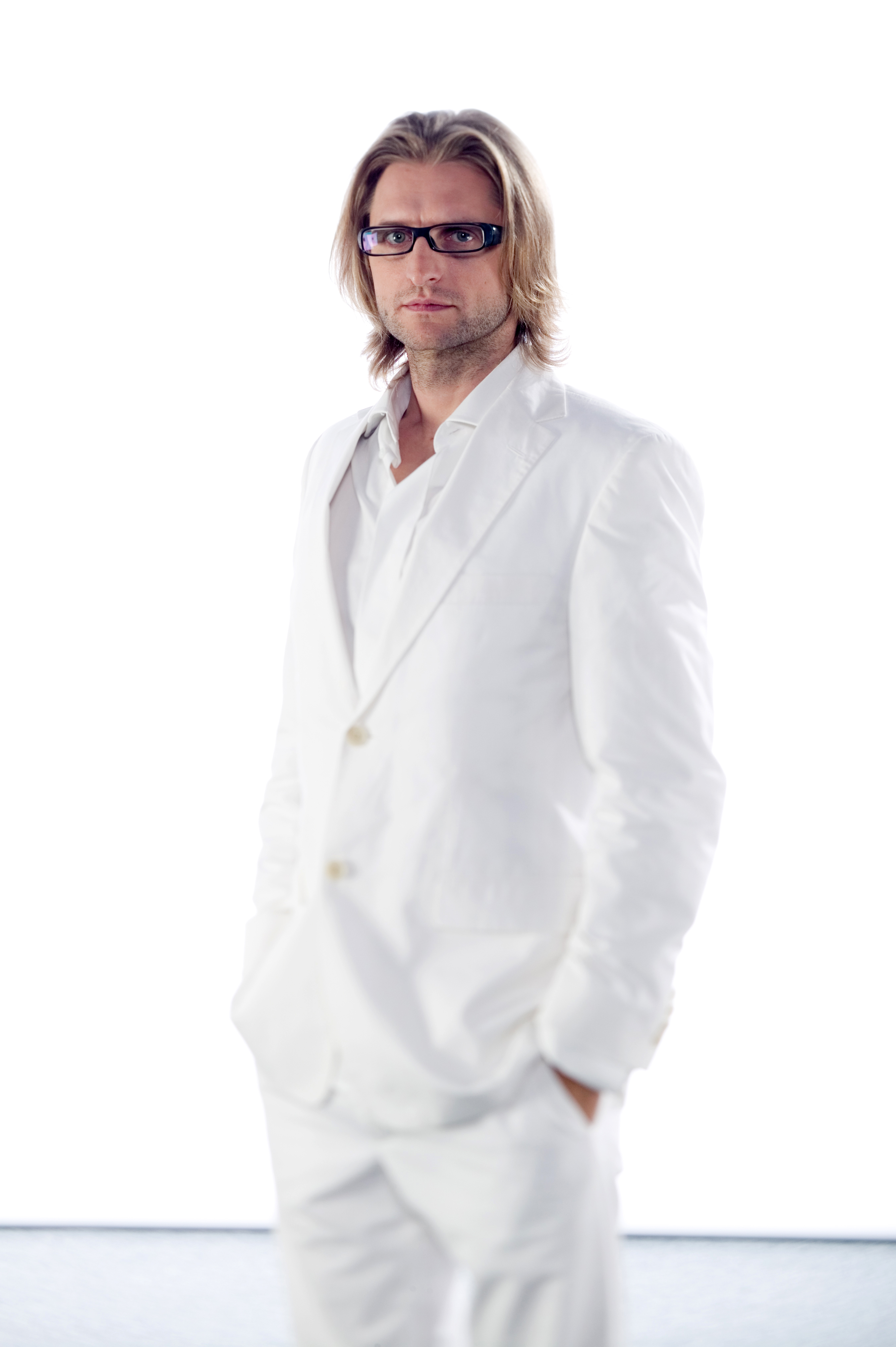
Leszek Możdżer, rekordowy dwukrotny laureat (w 2011 i 2020), trzykrotnie nominowany

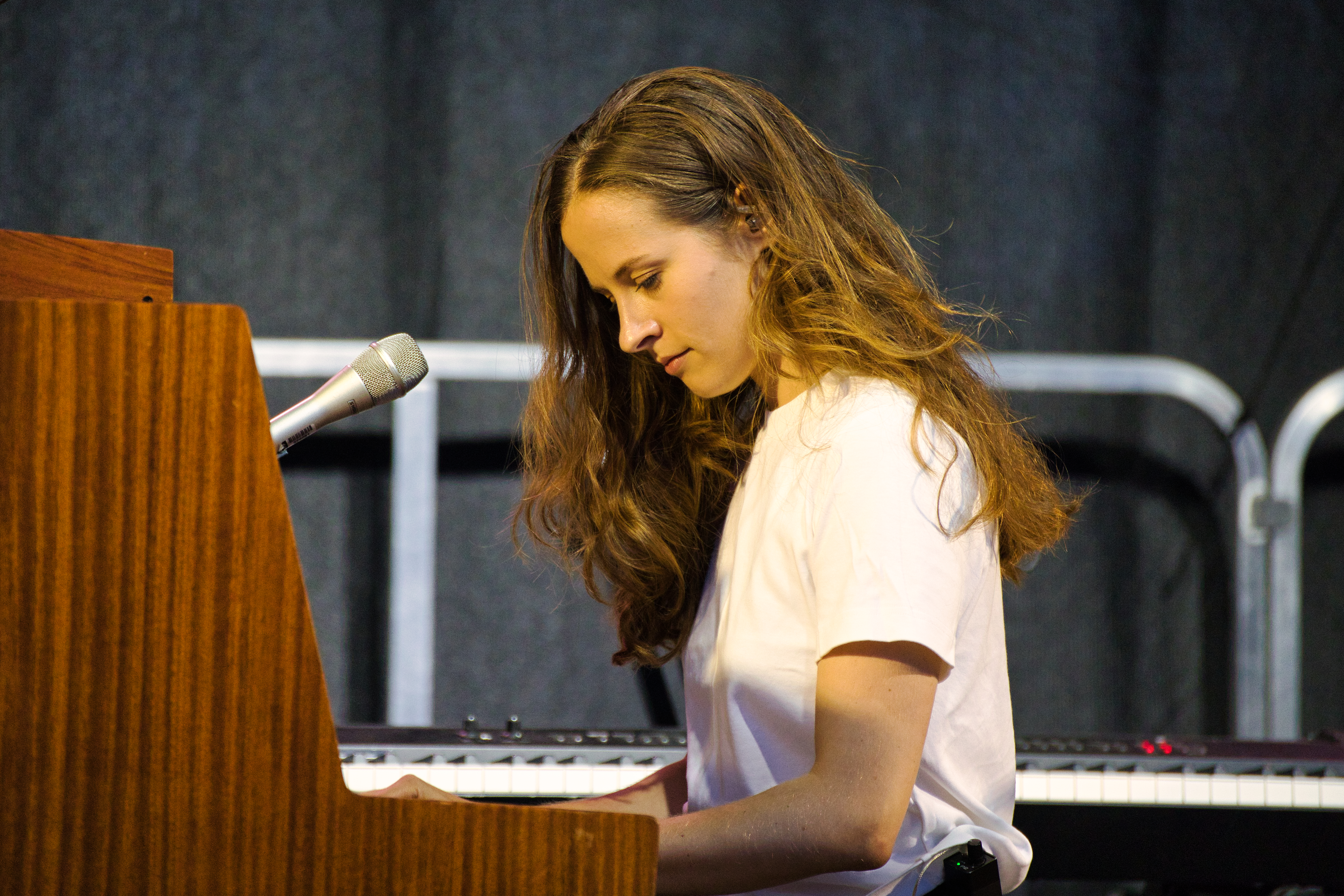
Hania Rani, laureatka w 2023, dwukrotnie nominowana

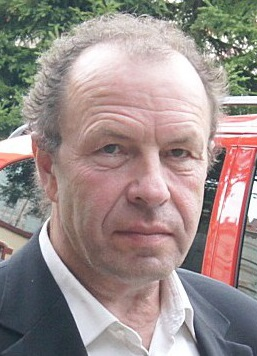
Michał Lorenc, laureat w 2012, dwukrotnie nominowany

| 2011 | Kaczmarek by Możdżer           | Leszek Możdżer | - Różyczka – Michał Lorenc - Wszystko, co kocham – Daniel Bloom | [ 10 ] |
| 2012 | Czarny czwartek                | Michał Lorenc i różni wykonawcy | - 1920 Bitwa warszawska – Krzesimir Dębski i różni wykonawcy - Pora umierać – Włodek Pawlik | [ 11 ] |
| 2019 | Kamerdyner. Muzyka z filmu     | Polska Orkiestra Radiowa, Piotr Komorowski, Monika Szulińska, Wojciech Malina Kowalewski, Karol Marianowski, Agnieszka Kopacka-Aleksandrowicz i Kortez - produkcja: Antoni Komasa-Łazarkiewicz, Mary Komasa i Kortez | - Makbet – Maja Kleszcz, Wojciech Krzak i Teatr Muzyczny „Capitol” - produkcja: Luna Music i Teatr Muzyczny „Capitol” - Ultraviolet – Wojtek Urbański - produkcja: Wojtek Urbański                        | [ 12 ] |
| 2020 | Ikar                           | Leszek Możdżer | - Burning Sea – Daniel Spaleniak - Dolce Fine Giornata – Daniel Bloom, gościnnie: Leszek Możdżer - In This Gray Place – Miro Kępiński - Przypadki Robinsona Crusoe – Teatr Muzyczny Roma i Jakub Lubowicz | [ 13 ] |
| 2021 | Wataha                         | Łukasz Targosz i Tołhaje | - Król – Atanas Valkov - Machiavelli - This is the Zodiac Speaking – A_GIM - Vampire: The Masquerade – Shadows of New York – Resina                                                                       | [ 14 ] |
| 2023 | Venice – Infinitely Avantgarde | Hania Rani | - Bejbis – Marek Napiórkowski - EO – Paweł Mykietyn - Johnny – Michał Kush - Piosenki o miłości – Kamil Holden Kryszak                                                                                    | [ 15 ] |
| 2024 | Chłopi                         | L.U.C. i Rebel Babel Film Orchestra | - Akademia pana Kleksa – Kleks - Mother’s Day – Zamilska - Imago – Andrzej Smolik - On Giacometti – Hania Rani                                                                                            | [ 16 ] |
| 2025 | 1989 Musical                   | Webber | - A statek płynie – Mariusz Obijalski - Diabeł – Łukasz Targosz - Lipstick on the Glass – Baasch - Prosta sprawa – Miro Kępiński i Kępiński/Kowalonek                                                     | [ 17 ] |

## Statystyki
| Liczba | Osoba/zespół   | Lata       |
| ------ | -------------- | ---------- |
| 2      | Leszek Możdżer | 2011, 2020 |

| Liczba | Osoba/zespół   | Lata             |
| ------ | -------------- | ---------------- |
| 3      | Daniel Bloom   | 2000, 2011, 2020 |
| 3      | Leszek Możdżer | 2011, 2020 (×2)  |
| 2      | Hania Rani     | 2023, 2024       |
| 2      | Łukasz Targosz | 2021, 2025       |
| 2      | Michał Lorenc  | 2011, 2012       |
| 2      | Miro Kępiński  | 2020, 2025       |